# Meryta sinclairii
Meryta sinclairii là một loài thực vật có hoa trong Họ Cuồng cuồng. Loài này được (Hook.f.) Seem. mô tả khoa học đầu tiên năm 1862.